# Gouvernement Vohor III
Natapei III H. Lini
Le troisième gouvernement Vohor est l'éphémère conseil des ministres du Vanuatu de juillet à décembre 2004. Serge Vohor avait précédemment été Premier ministre de Vanuatu de novembre 1995 à février 1996 et de septembre 1996 à mars 1998.

## Formation et composition
Comme toutes celles depuis 1991, les élections législatives de juillet 2004 produisent un parlement sans majorité. Le Vanua'aku Pati du Premier ministre sortant Edward Natapei perd presque la moitié de ses sièges, et l'Union des partis modérés, traditionnellement l'autre grande force politique du pays, également. L'UPM de Serge Vohor parvient à négocier une coalition majoritaire avec le Parti national unifié et un ensemble de petits partis et de députés indépendants. La composition du gouvernement est la suivante :
| Poste                                                    | Titulaire | Titulaire         | Parti             |
| -------------------------------------------------------- | --------- | ----------------- | ----------------- |
| Premier ministre Ministre du Service public              |           | Serge Vohor       | UPM               |
| Vice-Premier ministre Ministre de l'Intérieur            |           | Ham Lini          | PNU               |
| Ministre des Finances et de l'Économie                   |           | Moana Carcasses   | Verts             |
| Ministre du Programme de réforme en profondeur           |           | Barak Sopé        | PPM               |
| Ministre de l'Éducation                                  |           | Joe Natuman       | VP                |
| Ministre des Affaires étrangères                         |           | Marcellino Pipite | Parti républicain |
| Ministre de la Santé                                     |           | Keasipai Song     | ACN               |
| Ministre des Affaires foncières, Ministre de l'Énergie   |           | Charlot Salwai    | UPM               |
| Ministre des Entreprises autochtones                     |           | Morkin Steven     | PNU               |
| Ministre du Commerce et des Industries                   |           | James Bule        | PNU               |
| Ministre des Transports et des Infrastructures publiques |           | Willie Jimmy      | PNU               |
| Ministre de la Jeunesse et des Sports                    |           | Pierre Tore       | sans étiquette    |